# Casa del Chapiz
La Casa del Chapiz est un édifice historique situé dans la ville de Grenade, en Andalousie. Déclaré Bien d'Intérêt Culturel, il se compose de la réhabilitation de deux habitations mauresques du XVIe siècle situées dans le quartier de l'Albaicín. Il est depuis 1932, le siège de l'École d'Études Arabes.

## Histoire
En 1919 les maisons dégradées ont pu être déclarées monument architectural, et en 1929, la propriété est passée à l'État. Puis de 1919 à 1932 l'architecte et restaurateur Leopoldo Torres Balbás a mené à terme la restauration du bâtiment.

## Description
À l'origine ces maisons devaient faire partie d'un palais arabe : elles auraient été bâties sur les restes d'un palais nasride du XIVe siècle, duquel sont conservés une partie du plan et quelques éléments, réutilisés lorsque les maisons ont été réédifiées au XVIe siècle, par le morisque Lorenzo el Chapiz, dont le nom est resté pour les édifices et la rue où elles sont situées.
Pour cela, ces deux maisons constituent un exemple de grande valeur permettant de connaître le procès d'évolution typologique de l'architecture domestique nasride depuis sa phase de maturité jusqu'à son ultime phase de survivance au XVIe siècle.

### Maison de Lorenzo el Chapiz
La maison principale s'organise autour d'une grande cour fermée rectangulaire. Le schéma de cour fermée a été parfaitement respecté par Torres Balbás, architecte qui entre 1929 et 1932 a dirigé les travaux de réhabilitation pour installer dans ces maisons la récemment créée École d'Études Arabes.
Au centre de la cour est préservé le bassin original très allongé. Les autres éléments nasrides réutilisés sont les colonnes de marbre blanc soutenant les arcs du portique nord.
Lorenzo el Chapiz a décidé adapter la maison au goût et des besoins de son époque, construisant l'étage supérieur. Cette disposition de volumes a été dessinée avec exactitude par l'anglais Richard Ford entre 1831 et 1833.
Les galeries sont bâties en bois. Les salles principales de l'étage supérieur sont couvertes de grandes armatures de bois.

### Maison d'Hernán López el Ferí

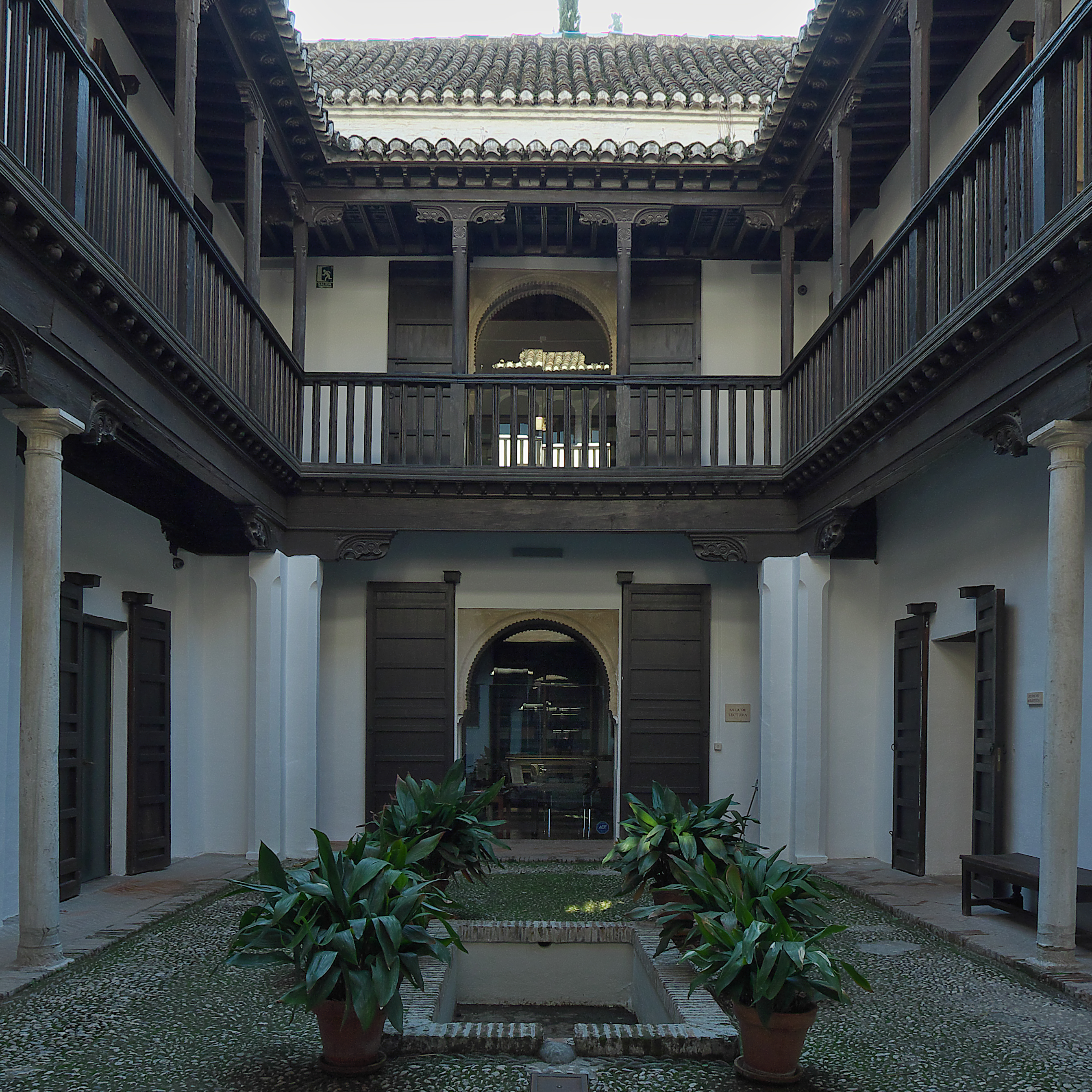
Maison d'Hernán López el Ferí

Cette maison est de taille nettement inférieure à l'autre. Elle a également une cour rectangulaire avec un petit bassin en son centre. L'organisation fonctionnelle suit la tradition mudéjar, avec des galeries de bois sur les quatre côtés de la cour.

## Source de traduction
- (es) Cet article est partiellement ou en totalité issu de l’article de Wikipédia en espagnol intitulé « Casa del Chapiz » (voir la liste des auteurs).